# Catonephele pierretii
Catonephele pierretii är en fjärilsart som beskrevs av Doubleday 1848. Catonephele pierretii ingår i släktet Catonephele och familjen praktfjärilar. Inga underarter finns listade i Catalogue of Life.